# Haugh of Urr
Haugh of Urr est un village situé dans le Dumfries and Galloway, en Écosse.